# شهر بلک‌تاون
بلک‌تاون (Blacktown) یکی از شهرهای ایالت ولز جنوبی نو (New South Wales) در استرالیا است که در حدود ۳۵ کیلومتری غرب شهر سیدنی و در دشت کامبرلند واقع شده‌است. این شهر در بین شهرهای پنریس، پاراماتا، فایرفیلد، هولروید، هاوکسبوری و شایر هیلز قرار گرفته‌است. بلک‌تاون ۲۴۶٫۹ کیلومتر مربع مساحت دارد و با ۲۷۱٬۷۰۹ نفر جمعیت در سال ۲۰۰۷ میلادی، یکی از پرجمعیت‌ترین شهر در ولز جنوبی نو به‌شمار می‌رود.

## تاریخچه
بلک‌تاون درگذشته یکی از مناطق مهم بومی‌نشین استرالیا بوده‌است. در سال ۱۸۲۳ میلادی مدرسهٔ بومیان از پاراماتا به مکان جدیدی در حاشیهٔ جادهٔ ریچموند هیل منتقل شد. از این زمان به بعد این منطقه باعنوان بلک‌تاون شناخته شد. در سال ۱۸۶۰ میلادی، وزارت راه‌آهن استرالیا نیز نام ایستگاه این منطقه را بلک‌تاون نهاد. امروزه این شهر با جای‌دادن جمعیت بزرگی از بومیان در خود، یکی از بزرگ‌ترین مراکز تجمع بومیان در ولز جنوبی نو محسوب می‌شود.